# Кузьменко, Алексей Сергеевич
Алексей Сергеевич Кузьменко (род. 27 июля 1990) — российский самбист, победитель (2020) и бронзовый призёр (2018) розыгрышей Кубка России, серебряный (2014) и бронзовый (2016) призёр чемпионатов России, бронзовый призёр чемпионата Европы 2014 года в Будапеште, серебряный (2013) и бронзовый (2021) призёр розыгрышей Кубка мира, мастер спорта России. Выступал в полулёгкой весовой категории (до 57 кг). Наставниками Кузьменко были Павел Фунтиков, Денис Павлов и В. Ш. Такташев. Представлял клуб «Самбо-70».

## Спортивные результаты
- Чемпионат России по самбо 2012 года —  (в команде);
- Чемпионат России по самбо 2014 года — ;
- Чемпионат России по самбо 2015 года —  (в команде);
- Чемпионат России по самбо 2016 года — [1];
- Кубок России по самбо 2018 года — ;
- Кубок России по самбо 2020 года — ;